# Bogusław Brzęczkowski
Bogusław Brzęczkowski (ur. 27 czerwca 1936 w Bydgoszczy) – polski i francuski architekt.

## Życiorys
Syn artysty grafika Stanisława Brzęczkowskiego i Stanisławy z Pieczyńskich. W 1961 ukończył studia na Wydziale Architektury Politechniki Gdańskiej i rozpoczął pracę w "Miastoprojekcie Gdańsk", był współprojektantem Teatru Kameralnego na Targu Węglowym w Gdańsku, cztery lata później wyjechał do Francji. Od 1966 przez trzy lata pracował w zespole architektów projektujących kompleks narciarskich Avoriaz w Alpach. W 1969 Bogusław Brzęczkowski, Guy Andre, Guy Breton i Jean-Marc Roques założył pracownię architektoniczną GEA, w 1970 zostali laureatami konkursu Programu Nowej Architektury za projekt i nadzór nad realizacją tysiąca mieszkań socjalnych w ramach projektu HLM (habitation à loyer modéré). W tym samym roku przeniósł się na stałe na Korsykę, gdzie zaprojektował szkołę w Propriano i Centrum Administracyjne w Sartène, w późniejszym czasie skupił się na projektowaniu budynków mieszkalnych i willi letniskowych. W 1999 założył własną pracownię GEA Brzeczkowski, liczne budynki zaprojektowane przez Bogusława Brzęczkowskiego powstają z drewna, które na Korsyce jest rzadko stosowanym budulcem.